# 't Villeken
 't Villeken of Het Villeken is een buurtschap in de gemeente Aalten in de Nederlandse provincie Gelderland. De buurtschap ligt ten noordoosten van de buurtschap Dale en ten zuidwesten van Barlo. 't Villeken bestaat uit één weg, Het Villeken. De buurtschap is geheel omringd door landerijen. 't Villeken bestaat dan ook voornamelijk uit boerderijen. Ongeveer vijf kilometer ten westen van de buurtschap ligt het natuurgebied De Vennebulten.
Hoofdplaats: Aalten      Stad: Bredevoort      Dorpen: Dinxperlo · De Heurne

Buurtschappen: Barlo · Het Beggelder · Dale · Groot Deunk · Haart · Heurne · Hollenberg · 't Klooster · Lintelo · 't Villeken · IJzerlo

Gelderland: Steden en dorpen in Gelderland      Nederland: Provincies · Gemeenten